# Oddział karny Grigorija Junkierajta
Oddział karny Grigorija Junkierajta (ros. Kарательный отряд Григорийa Ф. Юнкерайтa) – kolaboracyjny oddział zbrojny w służbie niemieckiej podczas II wojny światowej.
Oddział został utworzony wiosną lub latem 1942 r. Dowództwo objął Grigorij F. Junkierajt, Rosjanin niemieckiego pochodzenia, b. komendant rosyjskiej pomocniczej policji porządkowej we wsi Siemlowo. Oddział liczył ok. 50 b. jeńców wojennych – czerwonoarmistów z obozu jenieckiego w Wiaźmie, głównie Ukraińców. Spośród nich Gruzin Awtondił Mdiwani objął funkcję szefa sztabu, zaś Rosjanin Wasilij Skworcow zastępcy dowódcy. Członkowie oddziału byli uzbrojeni w karabiny ręczne pochodzenia sowieckiego i niemieckiego. Ponadto dysponowali 5 ręcznymi karabinami maszynowymi i 1 ciężkim karabinem maszynowym. Umundurowano ich w uniformy Wehrmachtu z białą opaską z literami OD na ramieniu. Otrzymali status ukraińskiego pomocniczego oddziału policyjnego w ramach Ordnungsdienst (OD), podporządkowanego miejscowej komendanturze polowej i żandarmerii polowej. Podzielono go na dwa plutony na czele z Wasilijem Pietrukiem i Siemionem Kałmykowem. Do zadań oddziału należało przeprowadzanie operacji karnych przeciwko okolicznym wsiom i wyłapywanie czerwonoarmistów ukrywających się w lasach, a także zwalczanie partyzantki. Pod koniec 1942 r. został zniszczony oddział partyzancki I sekretarza siemlewskiego rajkoma Wszechzwiązkowej Partii Komunistycznej (bolszewików) Busziewoja. Działalność oddziału G.F. Junkierajta Niemcy oceniali pozytywnie, przydzielając jego dowódcom i członkom liczne nagrody. W marcu 1943 r. oddział, wskutek zbliżania się oddziałów Armii Czerwonej, wycofał się do chisławiczeskiego rejonu obwodu smoleńskiego, a następnie w rejon Borysowa na Białorusi. Grigorij F. Junkierajt zrezygnował z dowództwa oddziału, zostając śledczym SD w Borysowie. Wkrótce potem oddział został rozwiązany. Część jego członków przeszła do Rosyjskiej Armii Wyzwoleńczej (ROA), część wyjechała na roboty do Niemiec. Po zakończeniu wojny większość z nich została deportowana do ZSRR, gdzie przez kilka lat udawało im się ukrywać swoją wojenną przeszłość. Na przełomie lat 40./50. zostali oni aresztowani przez KGB. W wyniku procesu dowódców oddziału, który odbył się w Smoleńsku w 1952 r., A. Mdiwani został skazany na karę śmierci, zaś pozostali otrzymali po 25 lat więzienia.